# Ptasi azyl
Ptasi Azyl potoczna nazwa specjalistycznej lecznicy dla ptaków chorych i rannych w wypadkach. Miejsca takie znajdują się w większości dużych polskich miast. Najczęściej są sytuowane przy ogrodach zoologicznych lub fundacjach czy stowarzyszeniach zajmujących się ornitologią lub ochroną ptaków.
W przypadku znalezienia rannego lub chorego ptaka należy skontaktować się z najbliższą placówką tego typu aby upewnić się czy rzeczywiście wymaga on pomocy. Dotyczy to głównie piskląt i młodych osobników, które z pozoru osamotnione mogą mimo wszystko znajdować się nadal pod opieką rodziców. W przypadku konieczności udzielenia pomocy rannemu zwierzęciu należy je samodzielnie odłowić i zawieźć do najbliższego ptasiego azylu. Polskie placówki nie dysponują sprzętem i możliwościami przyjazdu i zabrania ptaka na leczenie we własnym zakresie.
Według danych warszawskiego ptasiego azylu prowadzonego przy stołecznym ogrodzie zoologicznym co roku pod opiekę trafia tam około 2 tys. ptaków z czego około 50% po wyleczeniu wraca do naturalnych środowisk. Jest to o tyle istotne, że spora część przywożonych do leczenia ptaków znajduje się pod ochroną gatunkową lub wręcz znajduje się na liście zagrożonych gatunków.